# 鮭川村

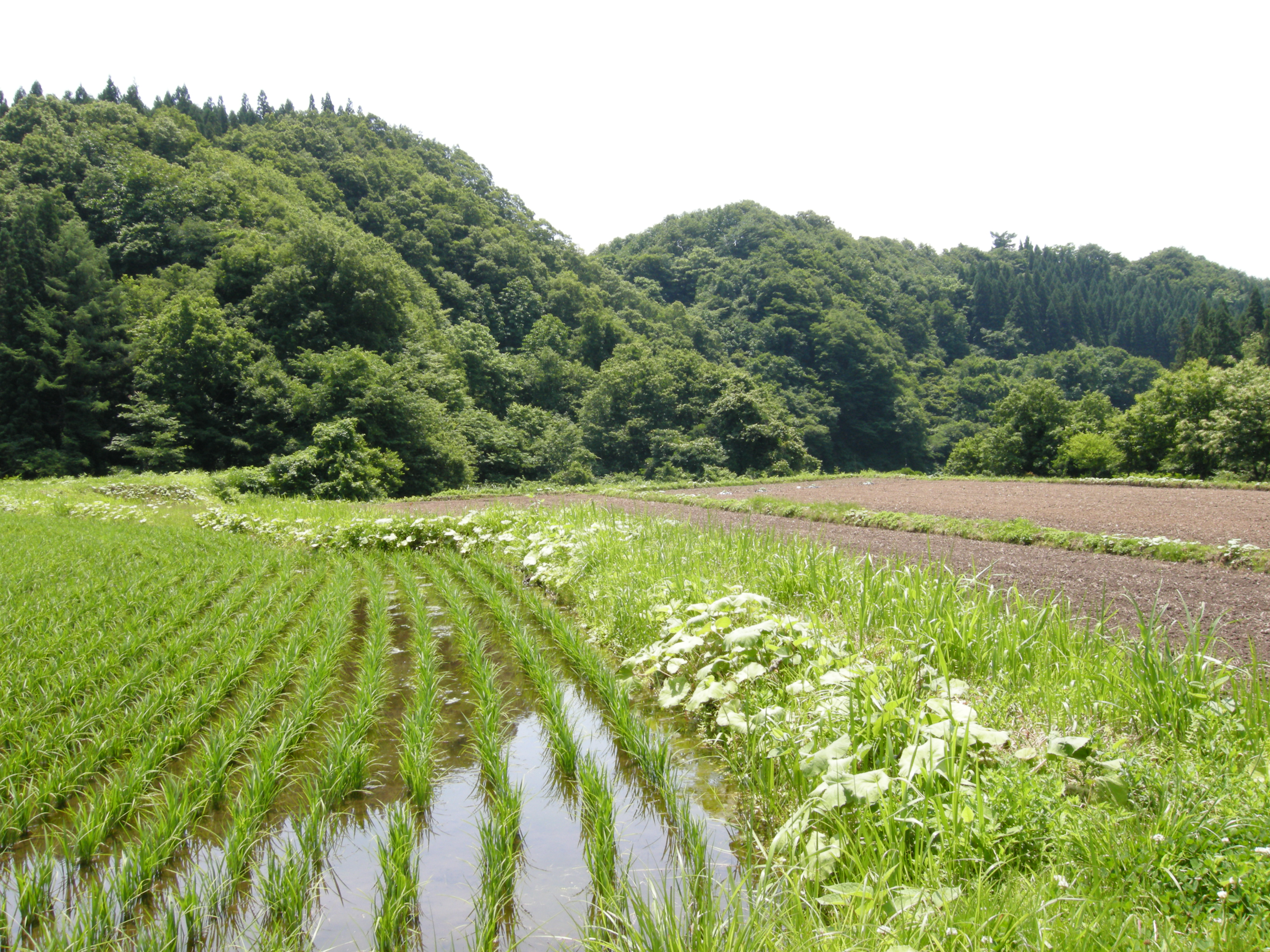
村内風景

鮭川村（さけがわむら）は、山形県の北部にある人口約3千人の村。

## 地理
村内西部は出羽山地となっている。また、鮭川が村の中心部を南北に貫いている。
- 山:大芦沢山（309m）、道ヶ峰山（276m）
- 河川:鮭川
- 湖沼:

### 人口
| |                                        |  |
| 鮭川村と全国の年齢別人口分布（2005年） | 鮭川村の年齢・男女別人口分布（2005年） |  |
| ■紫色 ― 鮭川村 ■緑色 ― 日本全国 | ■青色 ― 男性 ■赤色 ― 女性              |  |
| 鮭川村（に相当する地域）の人口の推移 \| 1970年（昭和45年） \| 7,059人 \| \| \| 1975年（昭和50年） \| 6,724人 \| \| \| 1980年（昭和55年） \| 6,645人 \| \| \| 1985年（昭和60年） \| 6,616人 \| \| \| 1990年（平成2年） \| 6,396人 \| \| \| 1995年（平成7年） \| 6,092人 \| \| \| 2000年（平成12年） \| 5,829人 \| \| \| 2005年（平成17年） \| 5,447人 \| \| \| 2010年（平成22年） \| 4,862人 \| \| \| 2015年（平成27年） \| 4,317人 \| \| \| 2020年（令和2年） \| 3,902人 \| \| |                                        |  |
| 総務省統計局 国勢調査より |                                        |  |
| 1970年（昭和45年） | 7,059人                                |  |
| 1975年（昭和50年） | 6,724人                                |  |
| 1980年（昭和55年） | 6,645人                                |  |
| 1985年（昭和60年） | 6,616人                                |  |
| 1990年（平成2年） | 6,396人                                |  |
| 1995年（平成7年） | 6,092人                                |  |
| 2000年（平成12年） | 5,829人                                |  |
| 2005年（平成17年） | 5,447人                                |  |
| 2010年（平成22年） | 4,862人                                |  |
| 2015年（平成27年） | 4,317人                                |  |
| 2020年（令和2年） | 3,902人                                |  |

## 歴史
鮭川村の語源は村内を流れる鮭川だが、村内には「鮭石」などの史跡や、郷土料理である「鮭の新切り（ようのじんぎり）」など、鮭にまつわる話題が多い。郷土史家の大友儀助によると、鮭川村には太古の自然崇拝の一種である鮭・鱒を「天の恵み」として感謝する習俗が見られるという。
- 1889年（明治22年）4月1日 - 町村制の施行により、川口村、向居村、佐渡村、中渡村の区域をもって発足。
- 1947年（昭和22年）8月 - 8月1日から降り続いた集中豪雨により河川が氾濫。水田80町歩が冠水するなどの被害[1]。
- 1954年（昭和29年）12月1日 - 豊田村・豊里村と合併し、改めて鮭川村が発足。
- 2005年（平成17年） - 国士舘大学工学部付属理工学研究所と学術友好交流協定を締結。
- 2013年（平成25年）6月 - 埼玉県伊奈町と災害時における相互応援に関する協定を締結[2]。

## 行政
- 村長：元木洋介（2006年4月 - ）

## 経済
- 主要産業は農業と羽根沢温泉への観光であり、特に、なめこ栽培が盛んである。近年、村立堆肥センターを作った。
- 村では、アグリツーリズム（グリーンツーリズム）を標榜しており、村内にバンガローやキャンプ場、運動広場、溜め池及びその裏山を散策路として整備した「エコパーク」、国道458号沿いにあり川遊びやビジターセンター･産地直売所としての機能がある「鮭の子館」、与蔵沼やまぼろしの滝へ向かう林道などを整備した。
- 商業は、隣接する新庄市への依存が強いが、スーパーマーケットへの買出しで真室川町に行く流れもある。なお、村内にスーパーマーケットなどの大型商業施設は存在しない。

### 郵便局
- 京塚郵便局
- 鮭川郵便局
- 曲川簡易郵便局

## 教育
中学校
- 鮭川村立鮭川中学校

※2006年（平成18年）4月より、旧鮭川村立鮭川中学校・旧鮭川村立大豊中学校の2校が統合。校舎は旧鮭川村立大豊中学校校舎を使用。
小学校
- 鮭川村立鮭川小学校

※2011年（平成23年）4月より、旧鮭川村立鮭川小学校・旧鮭川村立大豊小学校・旧鮭川村立曲川小学校・旧鮭川村立牛潜小学校の4校が統合。校舎は旧鮭川村立鮭川小学校の校舎を使用。

## 交通
- 村北部に奥羽本線が走っており、羽前豊里駅が存在する。

### 空港
- 庄内空港（酒田市・鶴岡市）
- 山形空港（東根市）

### 鉄道路線
- 東日本旅客鉄道（JR東日本）
  - 奥羽本線：羽前豊里駅

### バス路線
- 鮭川村路線バス（新庄輸送サービスが運行）（廃止代替バス）
  - 日下～真室川線
    - 真室川行き
    - 鮭川村役場行き

  - 大芦沢～豊里駅線
    - 豊里駅行き
    - 大芦沢行き

  - 羽根沢～新庄線
    - 県立病院行き
    - 羽根沢温泉行き

### 道路
- 一般国道
  - 国道458号
- 都道府県道
  - 主要地方道
    - 山形県道35号真室川鮭川線
    - 山形県道58号新庄鮭川戸沢線

  - 一般県道
    - 山形県道308号曲川新庄線
    - 山形県道315号平田鮫川線
    - 山形県道319号赤坂真室川線
    - 山形県道321号蟻喰羽前豊里停車場線
    - 山形県道328号神田川口線
    - 山形県道377号西郡居口線

## 観光ほか

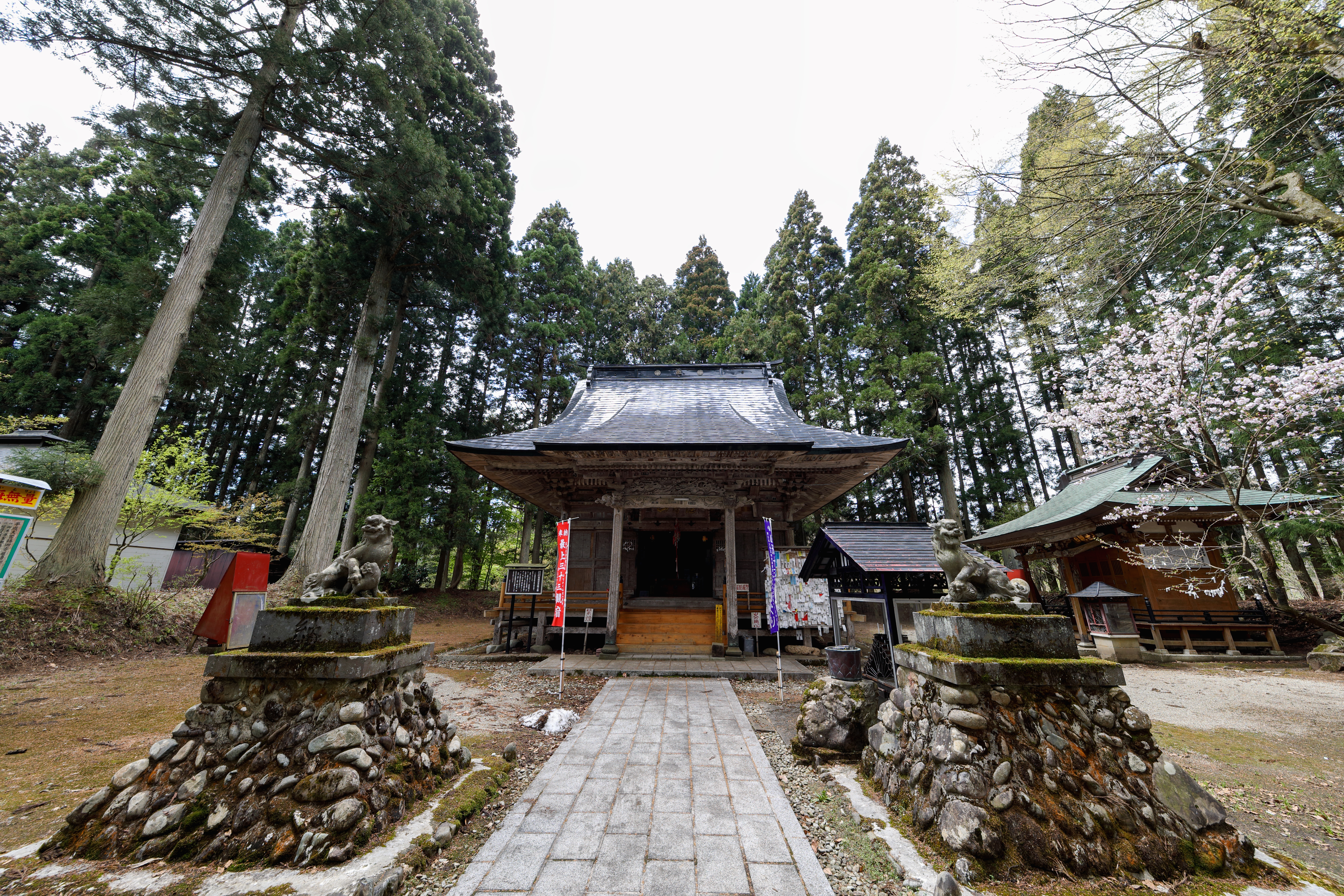
庭月観音

- 温泉
  - 羽根沢温泉
- 庭月観音
- 小杉の大杉（トトロの木）
- 与蔵沼
- まぼろしの滝
- 鮭川村エコパーク
- 鮭川村多目的運動公園
- 鮭の子館
  - 鮭まつり

## 出身有名人
- 熊谷瞳（山形テレビアナウンサー）
- マッコイ斎藤（テレビディレクター、演出家、テレビプロデューサー）
- 齋藤天晴（YouTuber、モデル、インスタグラマー）